# Ophidion lagochila
Ophidion lagochila är en fiskart som först beskrevs av Böhlke och Robins, 1959.  Ophidion lagochila ingår i släktet Ophidion och familjen Ophidiidae. Inga underarter finns listade i Catalogue of Life.